# Jean-Marie Amato
 (février 2022).
Si vous disposez d'ouvrages ou d'articles de référence ou si vous connaissez des sites web de qualité traitant du thème abordé ici, merci de compléter l'article en donnant les références utiles à sa vérifiabilité et en les liant à la section « Notes et références ».
Pour les articles homonymes, voir Amato (homonymie).
Jean-Marie Amato est un acteur français, né le 2 janvier 1926 à Nice et mort le 9 novembre 1961 dans le 17e arrondissement de Paris.

## Biographie
Jean-Marie Amato prête sa voix à de nombreux personnages de dramatiques radiophoniques, dont la grande série Signé Furax de Pierre Dac et Francis Blanche, dont il est la voix du rôle-titre (Edmond Furax) et d'autres personnages (Asti Spumante...). Il est tout d'abord un comédien de théâtre. Sa carrière fut courte mais il joua notamment en 1958 aux côtés de Louis De Funès, alors tout jeune acteur, dans Ni vu, ni connu d’Yves Robert. Il mit fin à ses jours dans son appartement parisien et non pas à la suite d'une fête alcoolisée comme le stipulait faussement la biographie de Pierre Dac, Mon maître soixante-trois.[réf. nécessaire]

## Filmographie

### Cinéma
- 1953 : Week-end à Paris de Gordon Parry : un garçon de café
- 1953 : Les hommes ne pensent qu'à ça d'Yves Robert : Don Juan
- 1953 : Le Rouge et le Noir de Claude Autant-Lara : Le bottier
- 1955 : Les Hussards d'Alex Joffé : Carotti, le bottier italien
- 1956 : Fernand cow-boy de Guy Lefranc : Tapis-vert, un homme de main de M. Black
- 1957 : Ni vu, ni connu d'Yves Robert : maître Guilloche, avocat
- 1958 : Le Sicilien de Pierre Chevalier : Bruno
- 1958 : Les Motards de Jean Laviron
- 1959 : Minute papillon de Jean Lefèvre : Goropopoff
- 1960 : Boulevard de Julien Duvivier : Le clochard
- 1960 : Fortunat d'Alex Joffé : M. Tonio, le bijoutier
- 1960 : Le Sahara brûle de Michel Gast : M. Duval

### Télévision
- 1956 : Une enquête de l'inspecteur Ollivier de Marcel Cravenne, épisode : Le chemin du canal
- 1960 : Le Théâtre de la jeunesse, Le Prince et le Pauvre de Mark Twain, réalisation Marcel Cravenne : John Canty
- 1960 : Le Théâtre de la jeunesse, Lazarillo, d'après le roman anonyme espagnol La Vie de Lazarillo de Tormes, réalisation Claude Loursais : l'aveugle
- 1961 : Le Théâtre de la jeunesse, Cosette d'après Les Misérables de Victor Hugo, réalisation Alain Boudet : Thénardier
- 1961 : Le Mariage de Figaro de Marcel Bluwal
- 1961 : Les Templiers (La Caméra explore le temps) de Stellio Lorenzi : Guillaume de Nogaret
- 1961 : L'Histoire dépasse la Fiction de Henri Noguères, épisode Fra Diavolo : Michele Pezza, dit Fra Diavolo

## Radio
- 1951-1960 : Signé Furax, réalisation Pierre Arnaud dit Pierre Arnaud de Chassy-Poulay.
- Les Maîtres du mystère de Pierre Billard.

## Théâtre
- 1950 : Poof d'Armand Salacrou, mise en scène Yves Robert, Théâtre Édouard VII
- 1951 : La Belle Rombière de Jean Clervers & Guillaume Hanoteau, mise en scène Georges Vitaly, Théâtre de la Huchette, Théâtre de l'Œuvre
- 1952 : Les Compagnons de la marjolaine de Marcel Achard, mise en scène Yves Robert, Théâtre Antoine
- 1953 : L'Heure éblouissante d'Anna Bonacci, mise en scène Fernand Ledoux, Théâtre Antoine
- 1955 : Au jour le jour de Jean Cosmos, mise en scène François Billetdoux, Théâtre de l'Œuvre
- 1955 : Procès de famille de Diego Fabbri, mise en scène José Quaglio, Théâtre de l'Œuvre
- 1956 : Les Lingots du Havre d'Yves Jamiaque, mise en scène Jean Lanier, Théâtre des Arts
- 1958 : Procès à Jésus de Diego Fabbri, mise en scène Marcelle Tassencourt, Théâtre Hébertot
- 1958 : Douze Hommes en colère de Reginald Rose, mise en scène Michel Vitold, Théâtre de la Gaîté-Montparnasse
- 1959 : Le Crapaud-buffle d'Armand Gatti, mise en scène Jean Vilar, Théâtre Récamier
- 1960 : Le Sexe et le Néant de Thierry Maulnier, mise en scène Marcelle Tassencourt, Théâtre de l'Athénée
- 1961 : Lawrence d'Arabie de Terence Rattigan, mise en scène Michel Vitold, Théâtre Sarah-Bernhardt